# Due mariti per un matrimonio
Due mariti per un matrimonio (Feeling Minnesota) è un film del 1996 scritto e diretto da Steven Baigelman, al suo esordio cinematografico.

## Trama
Freddie è una ex spogliarellista, che sposa Sam per rimborsare un debito contratto con Red, il proprietario di una discoteca. Quando Freddie incontra Jjaks, il fratello di Sam, i due si innamorano all'istante. Jjaks e Freddie decidono di fuggire insieme, alla fine alloggiando in un motel. Dopo aver realizzato che non hanno soldi, Freddie e Jjaks decidono di tornare indietro e rubare parte dei soldi di Sam. Sam prende Jjaks in flagrante e i fratelli litigano. Dopo essere fuggito, Jjaks ritorna al motel, ignaro del fatto che Sam lo stia seguendo. La lite continua anche lì, Sam tira fuori una pistola, comincia una zuffa, Jjaks viene colpito e dato per morto e Sam finisce per sparare anche a Freddie nello stomaco nella macchina di Jjak; così prova a incastrare Jjaks per l'omicidio riportando il corpo di Freddie nella stanza del motel insieme all'arma del delitto.
La mattina dopo, Jjaks si sveglia senza avere memoria di ciò che è accaduto dopo il suo litigio con Sam. Vedendo il corpo di Freddie nella stanza insieme alla pistola, pensa subito che forse ha ucciso Freddie. Avvisata da Sam, la polizia sta arrivando al motel ma Jjaks evita in fretta di essere catturato. Decide di portare il corpo di Freddie in una zona remota nel bosco per lasciarla là. Per tutto il tempo, Sam ha assistito a questi eventi da lontano, sperando di vedere suo fratello arrestato.
A questo punto Sam chiama un amico, il detective Ben Costikyan, che arresta prontamente Jjaks. Tutti e tre, insieme a Lloyd il partner di Ben, si dirigono verso l'area in cui si trova il corpo di Freddie. Tuttavia all'arrivo Freddie non si trova da nessuna parte. Arrabbiati con Sam per aver perso tempo, Costikyan e Lloyd se ne vanno, lasciando i fratelli sul ciglio della strada.
Jjaks e Sam tornano a casa, dove ricevono una telefonata dal direttore del motel, che avendo visto sia Sam che trasporta il corpo di Freddie DENTRO la stanza del motel, sia Jjaks che trasporta il corpo FUORI dalla stanza del motel, vuole 50.000 $ per tacere. Jjaks ora capisce che Sam lo stava incastrando per l'omicidio di Freddie. Dopo un altro litigio, escogitano un piano: Jjaks andrà al motel per parlare con il direttore mentre Sam vedrà Red, sperando in un prestito.
A questo punto, Red ha appreso che Sam ha rubato soldi da lui per tutto l'anno passato. Sam finisce per sparare e uccidere Red dopo una breve scaramuccia e raccoglie 50.000 $ da una cassaforte. Jjaks incontra il direttore del motel ma vede la collana di Freddie sul pavimento dell'appartamento del direttore. Confuso e arrabbiato, Jjaks trascina fuori il manager e minaccia di ucciderlo. Improvvisamente dal nulla compare Freddie ancora viva che cammina verso di loro. Jjaks sviene. Quando si rianima, Freddie mostra a Jjaks la ferita del proiettile e gli dice che Sam spara male. Inoltre, qualcuno la aveva raccolta dal lato della strada dove Jjaks ha lasciato il suo corpo.
La mattina dopo Sam chiama Jjaks e gli dice che ha i soldi. Tuttavia, dopo aver visto Freddie viva in una tavola calda vicina, affronta Jjaks e Freddie nell'appartamento del direttore. Sam finisce per sparare quando Jjaks e Freddie provano a difendersi. Costikyan entra nella stanza d'albergo e soffoca Sam tenendogli la mano contro la bocca. Si scopre che Freddie aveva chiamato Costikyan dopo essere stato salvata e lo aveva usato per aiutarla a ottenere i 50.000 dollari. Un Jjaks tradito e ferito viene lasciato lì impotente.
Qualche tempo dopo, Costikyan viene arrestato in mutande all'interno di un hotel. Freddie ha dato una mancia agli sbirri e se n'è andata con i soldi. Da allora Jjaks e Freddie hanno avuto un litigio, tuttavia Jjaks ricorda il sogno di Freddie: che lei vuole vivere a Las Vegas ed essere una ballerina. Lui fa l'autostop e la trova a vivere il suo sogno. Quando si incontrano lei dice, con un sorriso: "perché ci hai messo così tanto tempo?" Si abbracciano.